# Thrips gowdeyi
Thrips gowdeyi (лат.) — вид трипсов рода Thrips из семейства Thripidae (Thysanoptera).

## Распространение и экология
Африка.

## Описание
Мелкие насекомые (длина около 1—2 мм) с четырьмя бахромчатыми крыльями. От близких видов отличаются следующими признаками: тело вариабельно коричневое, брюшко иногда бледнее, голени иногда жёлтые; передние крылья слабо затемнены, едва бледнее у основания; усиковый сегмент III в основном жёлтый, остальные сегменты коричневые; III членик усиков в основном жёлтый, остальные членики коричневые. Антенны 8-сегментные. Глазничные волоски III короткие, на глазничном треугольнике или сразу за ним. Переднеспинка с неровными поперечными линиями; заднеугловые волоски около 0,3 длины переднеспинки. Мезонотальная передняя кампаниформная сенсилла присутствует. Метанотум с неравномерной продольной сетчатостью медиально, кампаниформные сенсиллы отсутствуют, срединные волоски расположены близко друг к другу, но не у переднего края. Первая жилка переднего крыла с 3 волосками на дистальной половине; клавус с 5 краевыми волосками. Тергит II с 3 боковыми краевыми волосками; скульптурные линии тергитов едва достигают кампаниформных сенсилл; VIII с полным слабым гребнем; стерниты III—VII с 10—25 дискальными волосками в два неправильных ряда; плевротергиты с микротрихиями почти ресничными, без дискальных волосков. Самец жёлтый, стерниты III—VII с поперечным рядом дискальных волосков заднее довольно маленькой овальной поровой пластинки.